# Hejdeby hällar
Hejdeby hällar ist ein Natura 2000-Gebiet im Kirchspiel (schwedisch socken) Hejdeby auf der schwedischen Insel Gotland.
Hejdeby hällar ein Teil eines felsigen Gebiets (schwedisch hällmarksområde), davon in Nord-Süd-Richtung durch Gotland läuft.
Man hat sich schon seit langem für den Kalkabbau in diesem Gebiet interessiert und der Kalkabbau findet auch heute noch direkt außerhalb des Natura-2000-Gebiets statt.
Im nordöstlichen Teil dieses felsigen Gebiets kommen
Milder Mauerpfeffer,
Svartoxbär (cotoneaster niger Fr., schwedisch svartoxbär),
Bergsgrabba,
Tauben-Skabiose,
langblättrige Golddistel,
Sandmarksrosor,
Tauben-Skabiose,
Illyrische Trichternarzisse (pancratium illyricum, schwedisch liten strandlilja)
und
Wimper-Perlgras.
Weiter im Süden findet man
Kalknarv (lateinisch arenaria gothica),
Gewöhnliches Nadelröschen,
Mauerraute,
Klippen-Leimkraut,
Alvaralv,
Apfel-Rose,
und
Mauer-Pippau.
Sogar die seltene
Sprossende Felsennelke
kann hier gesehen werden.
Die Flechtenflora ist reich und man findet unter anderem die Flechtenart Masklav.
Unter den Moosen fällt sicher die sonst selten gesehene Art Trubbklockmossa auf.
Weiter im Südwesten befindet sich ein sandigeres Gebiet mit Gewächsen wie
Wiesenrauten,
Felsen-Fetthenne,
Milder Mauerpfeffer,
Echtes Johanniskraut,
Ähriger Ehrenpreis,
Golddistel
und
Rispige Graslilie.
Am Waldrand kommen 
Wiesen-Kuhschelle,
Felsen-Fetthenne,
Grå Småfingerört (potentilla subarenaria Borbás ex Zimmeter),
Kassuben-Wicke,
Großblütige Braunelle,
Tauben-Skabiose,
Sand-Straußgras.
und
Echter Wiesenhafer
vor.